# Pseudoliva
Pseudoliva là một chi ốc biển, là động vật thân mềm chân bụng sống ở biển trong họ Pseudolividae.

## Các loài
Các loài trong chi Pseudoliva gồm có:
- Pseudoliva crassa (Gmelin, 1791)
- Pseudoliva plumbea Chemnitz[2]: đồng nghĩa của Pseudoliva crassa (Gmelin, 1791)
- Pseudoliva sepimentum Rang[3]: đồng nghĩa của Fulmentum sepimentum (Rang, 1832)
- Pseudoliva zebrina Adams[4]: đồng nghĩa của Luizia zebrina (A. Adams, 1855)